# Stigmella pamirbetulae
Stigmella pamirbetulae là một loài bướm đêm thuộc họ Nepticulidae. Nó được miêu tả bởi Puplesis & Diškus năm 2003. Nó được tìm thấy ở Tadzhikistan.
Ấu trùng ăn Betula turkestanica. Chúng có thể ăn lá nơi chúng làm tổ.